# AFC Challenge Cup
AFC Challenge Cup (tạm dịch: "Cúp Thử thách AFC") là giải bóng đá dành cho các đội tuyển bóng đá quốc gia "mới nổi" ở châu Á do Liên đoàn bóng đá châu Á (AFC) tổ chức. Giải lần đầu tiên diễn ra tại Bangladesh năm 2006 với 16 đội tuyển và đội vô địch đầu tiên là Tajikistan. CHDCND Triều Tiên, Ấn Độ, Tajikistan và Palestine là bốn đội tuyển đã từng vô địch giải. Để khuyến khích các đội tham dự thì từ năm 2008, đội vô địch sẽ có suất đặc cách tham dự Cúp bóng đá châu Á. Cụ thể hai đội vô địch 2008 và 2010 giành quyền tham dự Cúp bóng đá châu Á 2011, còn hai đội vô địch 2012 và 2014 giành quyền tham dự Cúp bóng đá châu Á 2015. 
Từ 2016, giải được thay thế bởi giải AFC Solidarity Cup, tuy nhiên đội vô địch không còn có suất đặc cách tham dự Cúp bóng đá châu Á nữa.

## Sự lựa chọn các đội tuyển

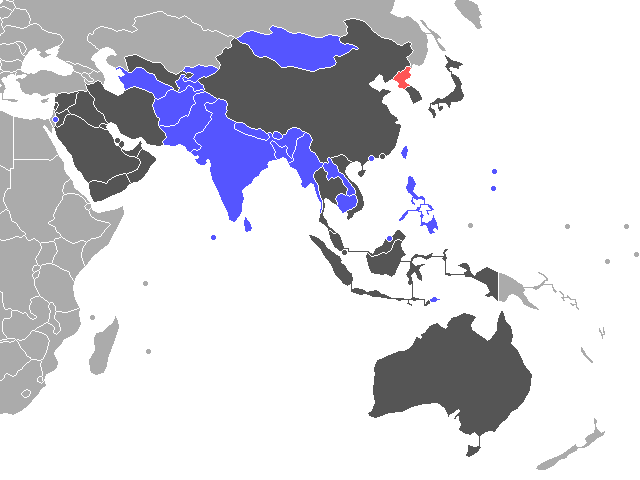
Đội tuyển đủ điều kiện tham dự
Đội tuyển từng tham dự

Năm 2006, Liên đoàn bóng đá châu Á phân chia 47 liên đoàn thành viên thành ba nhóm. Mặc dù giải đấu chỉ dành cho những nền bóng đá mới phát triển, tuy nhiên có cả những đội tuyển từ các liên đoàn đang phát triển, thậm chí là đã phát triển tham dự. Đó là Ấn Độ, CHDCND Triều Tiên, Maldives, Myanmar, Tajikistan và Turkmenistan. Điều đó dẫn tới việc các đội bóng mới phát triển chưa giành được chức vô địch nào, mới chỉ có một ngôi hạng nhì của Sri Lanka. Cuối tháng 3 năm 2012, Hiệp hội bóng đá Quần đảo Bắc Mariana, mặc dù chỉ là một thành viên dự khuyết của AFC, đã được AFC cho phép tham gia giải đấu. Tháng 11 năm 2012, AFC ra thông báo loại Đội tuyển Triều Tiên ra khỏi các giải đấu AFC Challenge Cup trong tương lai.
Tại cúp bóng đá châu Á 2011 và 2015, 2 suất tham dự đã được trao cho các đội vô địch AFC Challenge Cup gần đây nhất. Mùa giải 2014 là lần cuối cùng giải đấu này được tổ chức.
| 15 nền bóng đá phát triển. - Ả Rập Xê Út - Bahrain - Hàn Quốc - Iran - Iraq - Nhật Bản - Qatar - Trung Quốc - UAE - Úc - Uzbekistan - Việt Nam | 14 nền bóng đá đang phát triển. - Ấn Độ - Kuwait - Bangladesh - CHDCND Triều Tiên - Hồng Kông - Jordan - Liban - Malaysia - Maldives - Myanmar - Oman - Singapore - Syria - Turkmenistan - Yemen - Thái Lan | 17 nền bóng đá còn lại là mới phát triển, cần có thời gian để phát triển. Đó là những đội tuyển tham dự giải đấu này. - Afghanistan - Bhutan - Brunei - Campuchia - Đông Timor - Guam - Kyrgyzstan - Lào - Ma Cao - Mông Cổ - Nepal - Pakistan - Palestine - Philippines - Sri Lanka - Tajikistan - Đài Bắc Trung Hoa - Indonesia |

## Các trận chung kết và tranh hạng ba
| Năm           | Chủ nhà    | Chung kết           | Chung kết            | Chung kết      | Hai đội thua ở bán kết | Hai đội thua ở bán kết | Hai đội thua ở bán kết | Số đội tham dự |
| Năm           | Chủ nhà    | Vô địch             | Tỉ số                | Á quân         | Hai đội thua ở bán kết | Hai đội thua ở bán kết | Hai đội thua ở bán kết | Số đội tham dự |
| ------------- | ---------- | ------------------- | -------------------- | -------------- | ---------------------- | ---------------------- | ---------------------- | -------------- |
| 2006 Chi tiết | Bangladesh | · Tajikistan        | 4–0                  | · Sri Lanka    | Kyrgyzstan Nepal       | Kyrgyzstan Nepal       | Kyrgyzstan Nepal       | 16             |
| Năm           | Chủ nhà    | Chung kết           | Chung kết            | Chung kết      | Tranh hạng ba          | Tranh hạng ba          | Tranh hạng ba          | Số đội tham dự |
| Năm           | Chủ nhà    | Vô địch             | Tỉ số                | Á quân         | Hạng ba                | Tỉ số                  | Hạng tư                | Số đội tham dự |
| 2008 Chi tiết | Ấn Độ      | · Ấn Độ             | 4–1                  | · Tajikistan   | · CHDCND Triều Tiên    | 4–0                    | · Myanmar              | 8              |
| 2010 Chi tiết | Sri Lanka  | · CHDCND Triều Tiên | 1–1 (s.h.p.) 5–4 (p) | · Turkmenistan | · Tajikistan           | 1–0                    | · Myanmar              | 8              |
| 2012 Chi tiết | Nepal      | · CHDCND Triều Tiên | 2–1                  | · Turkmenistan | · Philippines          | 4–3                    | · Palestine            | 8              |
| 2014 Chi tiết | Maldives   | · Palestine         | 1–0                  | · Philippines  | · Maldives             | 1–1 (s.h.p.) 8–7 (p)   | · Afghanistan          | 8              |

## Kết quả
| Đội               | Vô địch        | Á quân         | Hạng ba   | Hạng tư        |
| ----------------- | -------------- | -------------- | --------- | -------------- |
| CHDCND Triều Tiên | 2 (2010, 2012) |                | 1 (2008)  |                |
| Tajikistan        | 1 (2006)       | 1 (2008)       | 1 (2010)  |                |
| Palestine         | 1 (2014)       |                |           | 1 (2012)       |
| Ấn Độ             | 1 (2008)       |                |           |                |
| Turkmenistan      |                | 2 (2010, 2012) |           |                |
| Philippines       |                | 1 (2014)       | 1 (2012)  |                |
| Sri Lanka         |                | 1 (2006)       |           |                |
| Kyrgyzstan        |                |                | 1 (2006^) |                |
| Nepal             |                |                | 1 (2006^) |                |
| Maldives          |                |                | 1 (2014)  |                |
| Myanmar           |                |                |           | 2 (2008, 2010) |
| Afghanistan       |                |                |           | 1 (2014)       |

- ^: Đồng hạng 3 (không có trận tranh hạng 3)

### Các đội tuyển tham dự
Chú thích

Số lần tham dự AFC Challenge Cup của các đội tuyển.
4 lần
3 lần
2 lần
1 lần
Không vượt qua vòng loại
Không đủ tư cách tham dự
Không phải thành viên AFC

| - 1st — Vô địch - 2nd — Á quân - 3rd — Hạng ba - 4th — Hạng tư - SF — Bán kết | - QF — Tứ kết - GS — Vòng bảng - Q — Giành quyền tham dự AFC Challenge Cup 2014 - × — Không tham dự / Rút lui / Bị cấm - • – Không vượt qua vòng loại - ‡ — Không được quyền tham dự năm đó |

| Đội                  | 2006 (16 đội) | 2008 (8 đội) | 2010 (8 đội) | 2012 (8 đội) | 2014 (8 đội) | Năm/Số lần tham dự |
| -------------------- | ------------- | ------------ | ------------ | ------------ | ------------ | ------------------ |
| Afghanistan          | GS            | GS           | ×            | •            | 4th          | 3                  |
| Bangladesh           | QF            | •            | GS           | •            | •            | 2                  |
| Bhutan               | GS            | •            | •            | •            | •            | 1                  |
| Brunei               | GS            | •            | •            | ×            | ×            | 1                  |
| Campuchia            | GS            | •            | •            | •            | •            | 1                  |
| Đài Bắc Trung Hoa    | QF            | •            | •            | •            | •            | 1                  |
| Guam                 | GS            | •            | •            | •            | •            | 1                  |
| Ấn Độ                | QF            | 1st          | GS           | GS           | •            | 4                  |
| Kyrgyzstan           | SF            | •            | GS           | •            | GS           | 3                  |
| Lào                  | •             | ×            | •            | •            | GS           | 1                  |
| Ma Cao               | GS            | •            | •            | •            | •            | 1                  |
| Maldives             | ‡             | ‡            | •            | GS           | 3rd          | 2                  |
| Mông Cổ              | •             | ×            | •            | •            | •            | 0                  |
| Myanmar              | ‡             | 4th          | 4th          | •            | GS           | 3                  |
| Nepal                | SF            | GS           | •            | GS           | •            | 3                  |
| CHDCND Triều Tiên    | ‡             | 3rd          | 1st          | 1st          | ‡            | 3                  |
| Quần đảo Bắc Mariana | ‡             | ‡            | ‡            | ‡            | •            | 0                  |
| Pakistan             | GS            | •            | •            | •            | •            | 1                  |
| Palestine            | QF            | ×            | •            | 4th          | 1st          | 3                  |
| Philippines          | GS            | •            | •            | 3rd          | 2nd          | 3                  |
| Sri Lanka            | 2nd           | GS           | GS           | •            | •            | 3                  |
| Tajikistan           | 1st           | 2nd          | 3rd          | GS           | •            | 4                  |
| Đông Timor           | ×             | ×            | ×            | ×            | ×            | 0                  |
| Turkmenistan         | ‡             | GS           | 2nd          | 2nd          | GS           | 4                  |

### Bảng xếp hạng chung
| Đội               | Pld | W  | D | L | GF | GA | GD  | Pts. |
| ----------------- | --- | -- | - | - | -- | -- | --- | ---- |
| CHDCND Triều Tiên | 15  | 12 | 2 | 1 | 35 | 4  | +31 | 38   |
| Tajikistan        | 19  | 11 | 2 | 6 | 36 | 16 | +20 | 34   |
| Turkmenistan      | 16  | 8  | 4 | 4 | 27 | 14 | +13 | 28   |
| Palestine         | 14  | 8  | 3 | 3 | 29 | 8  | +21 | 27   |
| Philippines       | 13  | 6  | 3 | 4 | 18 | 14 | +4  | 21   |
| Ấn Độ             | 15  | 5  | 3 | 7 | 13 | 21 | −8  | 18   |
| Kyrgyzstan        | 11  | 5  | 0 | 6 | 7  | 12 | −5  | 15   |
| Myanmar           | 13  | 5  | 0 | 8 | 15 | 22 | −7  | 15   |
| Sri Lanka         | 12  | 4  | 2 | 6 | 12 | 22 | −10 | 14   |
| Nepal             | 11  | 3  | 2 | 6 | 11 | 14 | −3  | 11   |
| Bangladesh        | 7   | 3  | 1 | 3 | 10 | 14 | −4  | 10   |
| Maldives          | 8   | 2  | 2 | 4 | 9  | 12 | −3  | 8    |
| Afghanistan       | 11  | 1  | 5 | 5 | 7  | 19 | −12 | 8    |
| Đài Bắc Trung Hoa | 4   | 1  | 2 | 1 | 3  | 5  | −2  | 5    |
| Brunei            | 3   | 1  | 1 | 1 | 2  | 2  | 0   | 4    |
| Pakistan          | 3   | 1  | 1 | 1 | 3  | 4  | −1  | 4    |
| Campuchia         | 3   | 1  | 0 | 2 | 4  | 6  | −2  | 3    |
| Bhutan            | 3   | 0  | 1 | 2 | 0  | 3  | −3  | 1    |
| Ma Cao            | 3   | 0  | 1 | 2 | 2  | 8  | −6  | 1    |
| Lào               | 3   | 0  | 1 | 2 | 1  | 7  | −6  | 1    |
| Guam              | 3   | 0  | 0 | 3 | 0  | 17 | −17 | 0    |

## Giải thưởng

### Cầu thủ xuất sắc nhất
| Năm  | Cầu thủ           |
| ---- | ----------------- |
| 2006 | Ibrahim Rabimov   |
| 2008 | Baichung Bhutia   |
| 2010 | Ryang Yong-Gi     |
| 2012 | Pak Nam-Chol      |
| 2014 | Murad Ismail Said |

### Vua phá lưới
| Năm  | Cầu thủ           | Bàn thắng |
| ---- | ----------------- | --------- |
| 2006 | Fahed Attal       | 8         |
| 2008 | Pak Song-Chol     | 6         |
| 2010 | Ryang Yong-Gi     | 4         |
| 2012 | Phil Younghusband | 6         |
| 2014 | Ashraf Nu'man     | 4         |